# Bardo de Mayence
Pour les articles homonymes, voir Bardo et Bardon.
Bardo  de Mayence ou Bardon, né vers 980 à Oppershofen (bourg de la Vettéravie/Hesse), mort le 10 ou 11 juin 1051 à Dornloh (Thuringe), est un moine bénédictin de l’abbaye de Fulda, abbé des abbayes de Werden, de Hersfeld, et archevêque de Mayence de 1031 à sa mort. Il fut également conseiller et aumônier impérial. C’est un saint catholique fêté le 11 juin.

## Biographie
Selon la Vie de Vulculd et la Vita major, il venait d’une famille en bonnes relations avec la famille impériale ; son père se nommait Adalbéron et sa mère Christina. Il reçut sa formation spirituelle à l'abbaye de Fulda et fut choisi en 1018 pour être chanoine et sous-prieur de Fulda-Neuenberg.
Fin mars 1029, l’empereur Conrad II le Salique visita l'abbaye. Une première rencontre eut lieu entre Bardo et lui, et fin 1029 - début 1030, le moine devient abbé de Werden. Il était réputé pour la bonne discipline de ses moines, mais aussi pour son sens de l’hospitalité et son intérêt envers les pauvres.
Au commencement de l'année 1031, par l'entremise de l'impératrice Gisèle, il devint abbé de Hersfeld. Peu après, à la Pentecôte (30 mai) 1031, après le décès de l’archevêque Aribon de Mayence (1021-1031), il fut choisi pour lui succéder par l’empereur Conrad et intronisé le 29 juin à Saints-Pierre-et-Paul de Goslar.
En tant qu'évêque, il se trouva souvent dans l’entourage des empereurs Conrad II et Henri III du Saint-Empire (1039-1056), jusqu'à sa mort. Le 11 novembre 1036, jour de la Saint-Martin, il consacra en présence des deux Saliques la Cathédrale Saint-Martin de Mayence qu’il avait fait restaurer et agrandir après un incendie ; en septembre 1041 (?), il participa à une campagne militaire d'Henri III contre la Bohême; en automne 1043, il sacra impératrice Agnès d'Aquitaine (* 1025- † 1077), épouse d'Henri III.
Il exerçait une grande influence sur les consécration d'églises et d'autels et l’attribution des évêchés vacants. Le 19 octobre 1049, il présida le synode de Mayence contre la simonie et le mariage des prêtres en présence d'Henri III. L'archevêque et l’empereur se rencontrèrent une dernière fois à Paderborn à la Pentecôte 1051 (19 mai). Sur le chemin du retour, Bardo tomba gravement malade et mourut à Dornloh le 10 ou le 11 juin 1051. Il fut inhumé dans la cathédrale Saint-Martin de Mayence. Il laisse la réputation d’un ecclésiastique diligent, au mode de vie austère. Le pape Léon IX aurait dû lui recommander d’alléger son régime de mortifications et de prendre un peu de repos.